# Xã Elk Lick, Quận Somerset, Pennsylvania
Xã Elk Lick (tiếng Anh: Elk Lick Township) là một xã thuộc quận Somerset, tiểu bang Pennsylvania, Hoa Kỳ. Năm 2010, dân số của xã này là 2.241 người.